# 짐 월턴
짐 카 월턴(Jim Carr Walton, 1948년 ~ )은 미국의 기업인이자 월마트 창립자 샘 월턴의 막내 아들로 재산은 2010년 《포브스》 발표 20억 5000만 달러로 세계에서 15번째로 부자이다.
아칸소주 뉴포트 출생으로 린 맥냅 월턴과 결혼해 4명의 아이를 두었다.

## 같이 보기
- 월턴 가문